# Oekraïense parlementsverkiezingen 2012

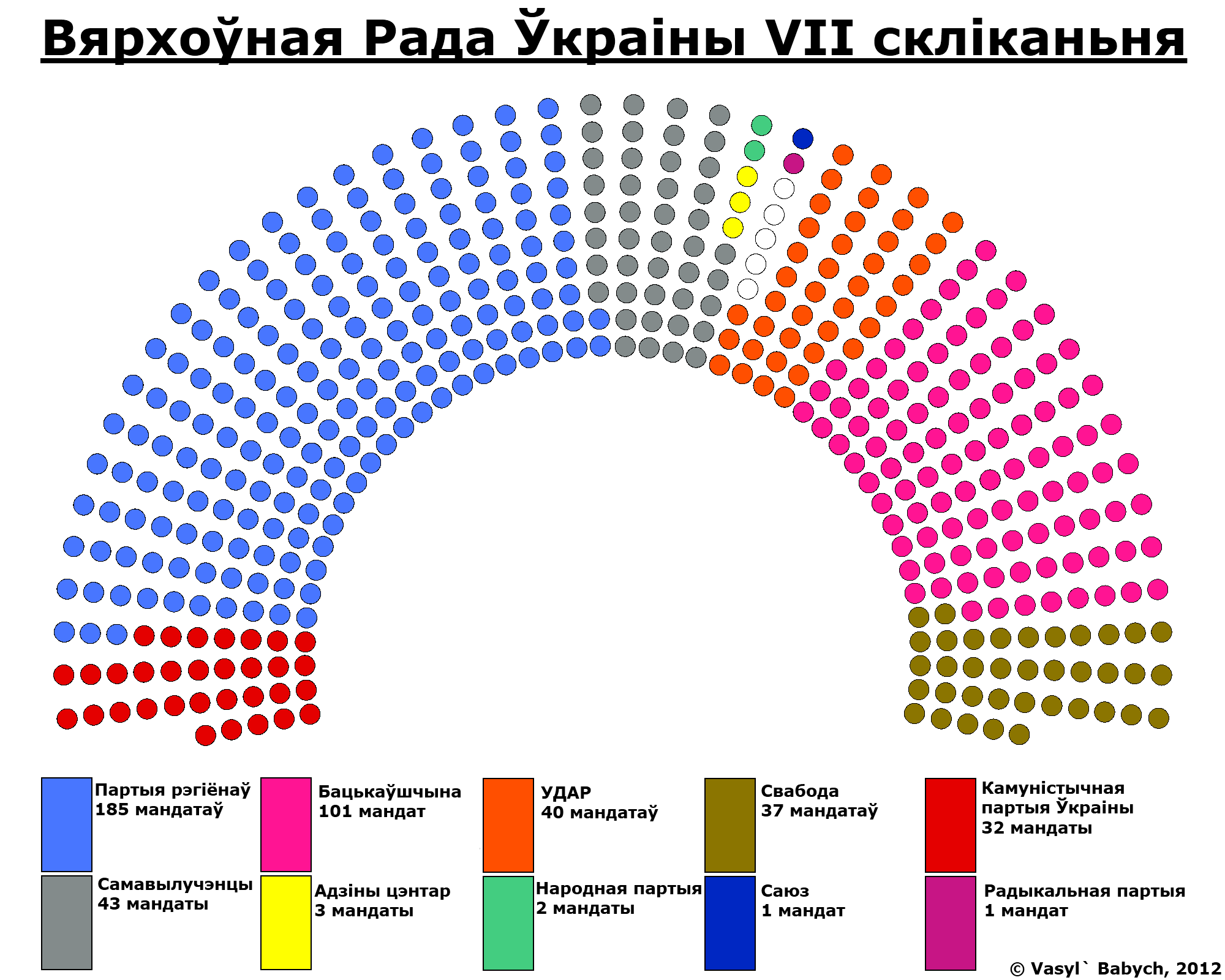
Zetelverdeling na de verkiezingen (in het Wit-Russisch).
Partij van de Regio's
Vaderlandpartij
Oedar
Svoboda
Communistische Partij
Verenigd Centrum
Volkspartij
Radicale Partij
Unie
Onafhankelijken

De Oekraïense parlementsverkiezingen 2012 zijn de parlementsverkiezingen in Oekraïne voor de 450 zetels tellende Verchovna Rada (parlement) die op 28 oktober 2012 zijn gehouden.
Hoewel president Viktor Joesjtsjenko tijdens de Oekraïense regeringscrisis van 2008 in september 2008 de coalitie, bestaande uit Ons Oekraïne en Blok Joelija Tymosjenko ontbond en nieuwe verkiezingen uitschreef hebben deze nooit plaatsgevonden.
| Partij                                                                          | Stemmen    | Aandeel  | Proportiezetels | Kieskringzetels | Zeteltotaal |
| Partij van de Regio's                                                           | 6.116.815  | 30,00 %  | 73              | 114             | 187         |
| Vaderlandpartij                                                                 | 5.208.402  | 25,55 %  | 61              | 42              | 103         |
| Oedar                                                                           | 2.847.939  | 13,97 %  | 34              | 6               | 40          |
| Communistische Partij                                                           | 2.687.246  | 13,18 %  | 32              | —               | 32          |
| Svoboda                                                                         | 2.129.906  | 10,45 %  | 25              | 12              | 37          |
| Oekraïne – Voorwaarts!                                                          | 322.207    | 1,58 %   | —               | —               |             |
| Ons Oekraïne                                                                    | 226.485    | 1,11 %   | —               | —               | —           |
| Radicale Partij                                                                 | 221.136    | 1,08 %   | —               | 1               | 1           |
| Partij van Renteniers van Oekraïne                                              | 114.198    | 0,56 %   | —               | —               | —           |
| Socialistische Partij van Oekraïne                                              | 93.081     | 0,45 %   | —               | —               | —           |
| Partij van Groenen van Oekraïne                                                 | 70.257     | 0,34 %   | —               | —               | —           |
| Oekraïense Partij "Groene Planeet"                                              | 70.117     | 0,34 %   | —               | —               | —           |
| Russisch Blok                                                                   | 63.534     | 0,31 %   | —               | —               | —           |
| Groenen                                                                         | 51.381     | 0,25 %   | —               | —               | —           |
| Oekraïne van de Toekomst                                                        | 38.532     | 0,19 %   | —               | —               | —           |
| Politieke Unie "Inheems Vaderland"                                              | 32.724     | 0,16 %   | —               | —               | —           |
| Volksarbeidersunie                                                              | 22.854     | 0,11 %   | —               | —               | —           |
| Nieuwe Politiek                                                                 | 21.033     | 0,10 %   | —               | —               | —           |
| Hromada                                                                         | 17.699     | 0,08 %   | —               | —               | —           |
| Nationale Vergadering/Zelfverdediging                                           | 16.938     | 0,08 %   | —               | —               | —           |
| Liberale Partij van Oekraïne                                                    | 15.565     | 0,07 %   | —               | —               | —           |
| Verenigd Centrum                                                                | —          | —        | —               | 3               | 3           |
| Volkspartij                                                                     | —          | —        | —               | 2               | 2           |
| Unie                                                                            | —          | —        | —               | 1               | 1           |
| "Onafhankelijken"                                                               | —          | —        | —               | 43              | 43          |
| Ongeldig/blanco                                                                 | —          | —        | —               | —               | —           |
| Totaal (opkomst 57,98 %)                                                        | 20.759.472 | 100,00 % | 225             | 225             | 450         |
| Bron: Proportionele stemmen, Kieskringzetels Centrale Kiescommissie (Oekraïens) |            |          |                 |                 |             |